# Bisdom Kyoto
Het bisdom Kyoto (Latijn: Dioecesis Kyotensis, Japans: カトリック京都教区, katorikku Kyōto kyōku) is een in Japan gelegen rooms-katholiek bisdom met zetel in de stad Kyoto. Het bisdom behoort tot de kerkprovincie Osaka, en is, samen met de bisdommen Hiroshima, Nagoya en Takamatsu suffragaan aan het aartsbisdom Osaka.
Het bisdom omvat de prefecturen Kyoto, Mie, Nara en Shiga in de regio Kansai.

## Geschiedenis
Op 17 juni 1937 werd door paus Pius XI met de apostolische constitutie Quidquid ad spirituale de apostolische prefectuur Kyoto opgericht. Dit gebied behoorde eerder tot het bisdom Osaka. De prefectuur werd met de constitutie Inter supremi op 12 juli 1951 door paus Pius XII tot bisdom verheven en suffragaan gesteld aan de aartsbisschop van Osaka.

## Bisschoppen van Kyoto

### Apostolische prefecten
- 1937–1940: Patrick Joseph Byrne MM
- 1945–1951: Paul Yoshiyuki Furuya

### Bisschoppen
- 1951–1976: Paul Yoshiyuki Furuya
- 1976–1997: Raymond Ken’ichi Tanaka
- sinds 1997: Paul Yoshinao Otsuka

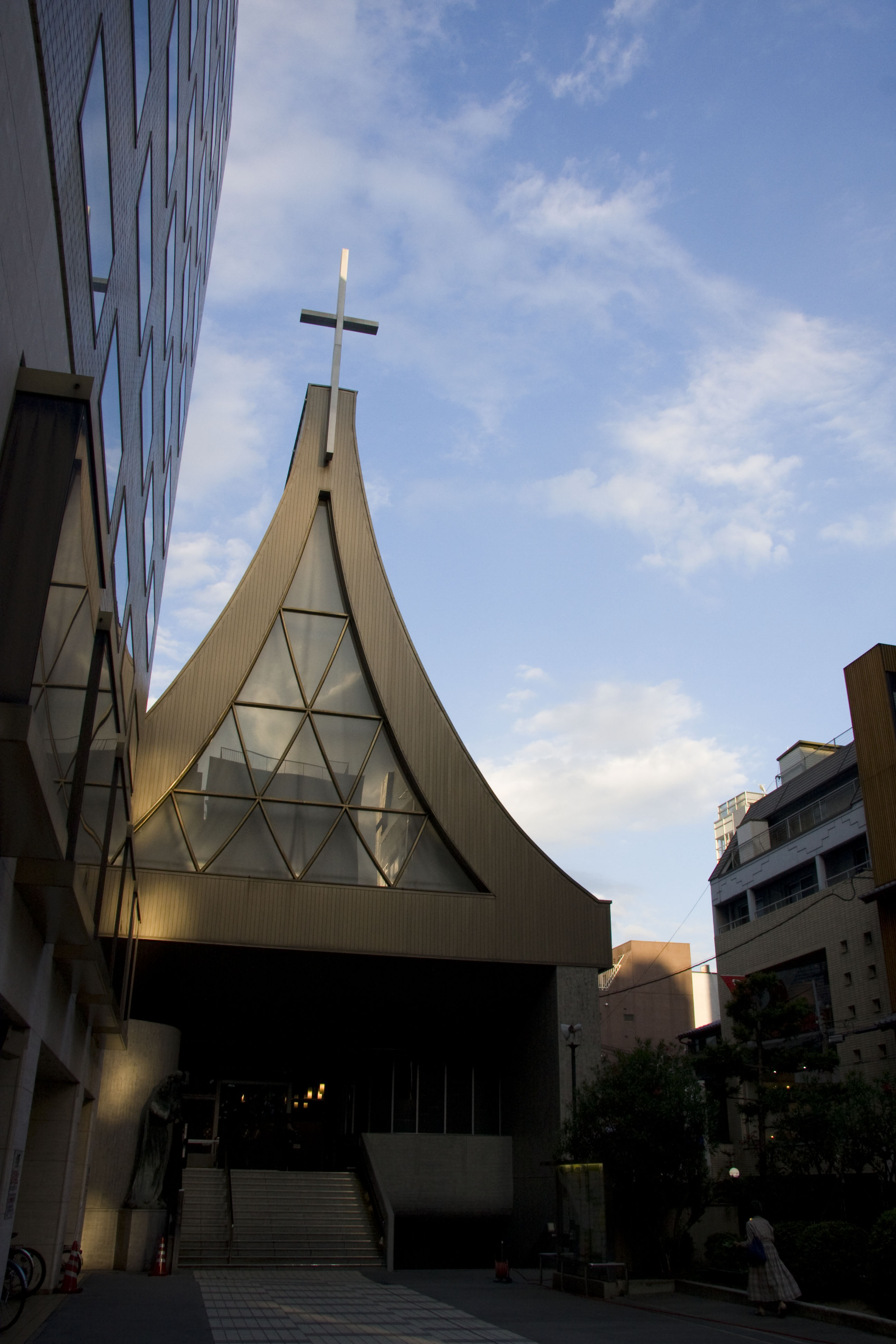
Kathedraal van Kyoto